# 點雲

环面的点云

點雲（英語：point cloud）是空间中点的数据集，可以表示三维形状或对象，通常由三維掃描儀获取。点云中每个点的位置都由一组笛卡尔坐标{\textstyle (X,Y,Z)}描述，有些可能含有色彩資訊（R,G,B）或物體反射面強度（英語：Intensity）信息。强度信息的获取是激光扫描仪接受装置采集到的回波强度，此强度信息与目标的表面材质、粗糙度、入射角方向，以及仪器的发射能量，激光波长有关。点云也是逆向工程中通过仪器测量外表的点数据集合。
在电脑动画领域，皮克斯的玩具总动员3使用了点云技术